# Las piedras (EP)
Las piedras es el segundo EP del músico chileno Daniel Riveros, más conocido como Gepe, lanzado en 2008 bajo el sello independiente Quemasucabeza, que distribuyó el disco de manera gratuita a través de su sitio web oficial.
Valeria Jara canta en los temas 1 y 4, y Walter Roblero interpreta el bajo eléctrico en los temas 2 y 3. El nombre del disco proviene del trabajo Las últimas piedras de Valeria.

## Lista de canciones
Todas las canciones escritas y compuestas por Gepe. 
| Las piedras |                           |          |  |
| N.º         | Título                    | Duración |  |
| 1.          | «Las piedras»             | 4:08     |  |
| 2.          | «De paso»                 | 4:11     |  |
| 3.          | «Elegancia y transmisión» | 3:29     |  |
| 4.          | «Victoria Roma»           | 2:48     |  |
| 5.          | «Horizontal»              | 6:56     |  |
| 21:32       |                           |          |  |

## Créditos
Intérpretes
- Gepe: voz, guitarra, teclados, percusión, trompeta pequeña.
- Valeria Jara: segunda voz en temas 1 y 4.
- Walter Roblero: bajo eléctrico en temas 2 y 3.

Otros
- Gepe: diseño de cubierta, producción
- Marco Romero: mezclas, grabación tema 1.
- Rodrigo Santis: masterización, mezclas, grabación temas 2 a 5.
- Cristián Heyne: producción tema 1.